# Conrad Dasypodius

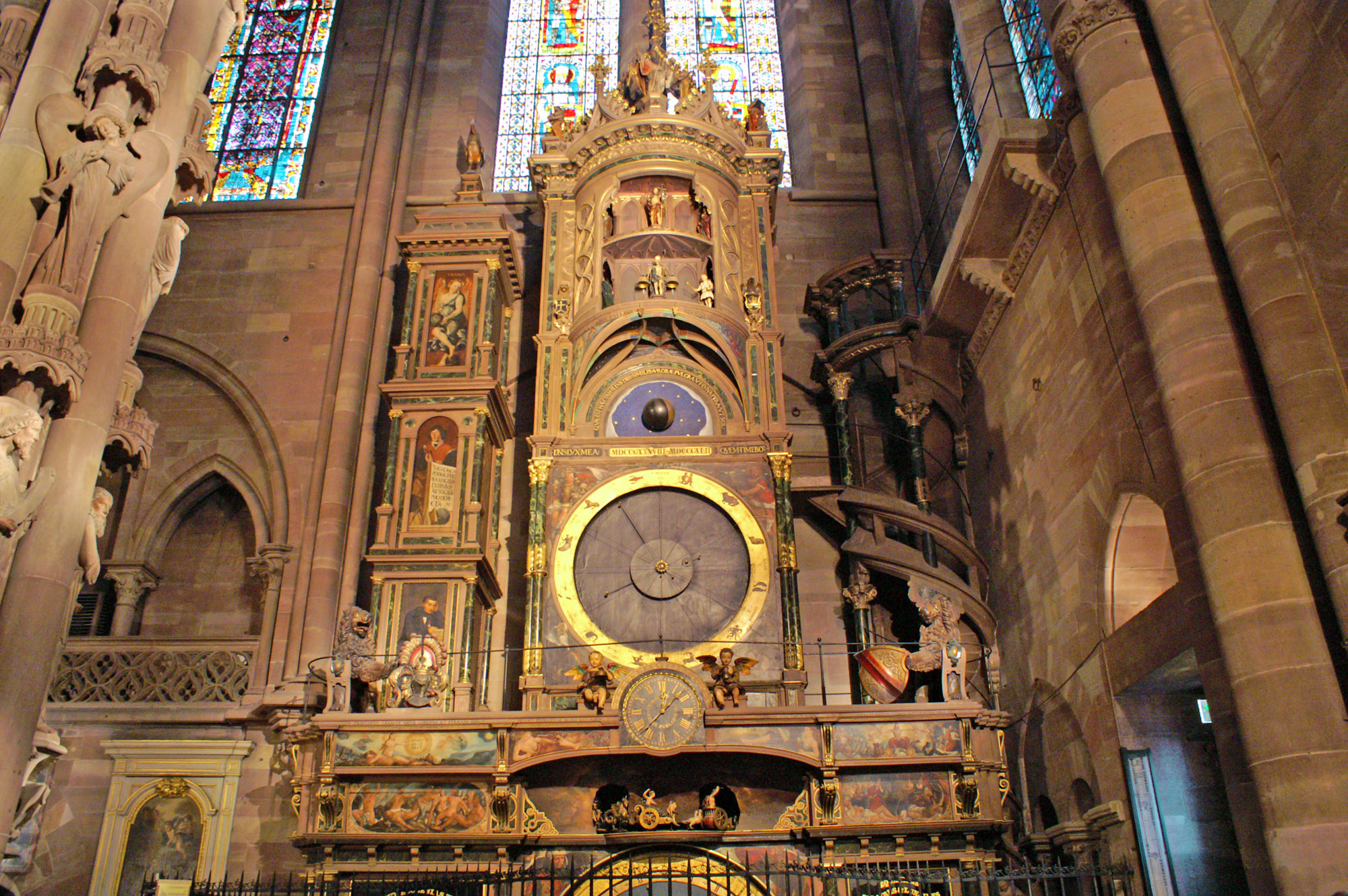
O relógio astronômico da Catedral de Estrasburgo

Conrad Dasypodius (nascido Konrad Hasenfratz ou Rauchfuß; Frauenfeld 1530/1532 – Estrasburgo, 22/26 de abril de 1600/1601) foi um matemático e astrônomo suíço, filho de Petrus Dasypodius.

## Vida e obra
Em 1568 publicou uma obra sobre a teoria heliocêntrica de Nicolau Copérnico, Hypotyposes orbium coelestium congruentes cum tabulis Alfonsinis et Copernici seu etiam tabulis Prutenicis editae a Cunrado Dasypodio. Não é claro se Dasypodius adotou completamente a teoria de Copérnico, ou apenas a "Wittenberger Interpretation".
Dasypodius foi responsável pelo relógio astronômico da Catedral de Estrasburgo, construído de 1572 a 1574 por Isaac Habrecht e Josias Habrecht. Recebeu do Dr. Tiedemann Giese um retrato de Copérnico dos despojos do bispo Tiedemann Giese como modelo para o pintor Tobias Stimmer.

## Obras

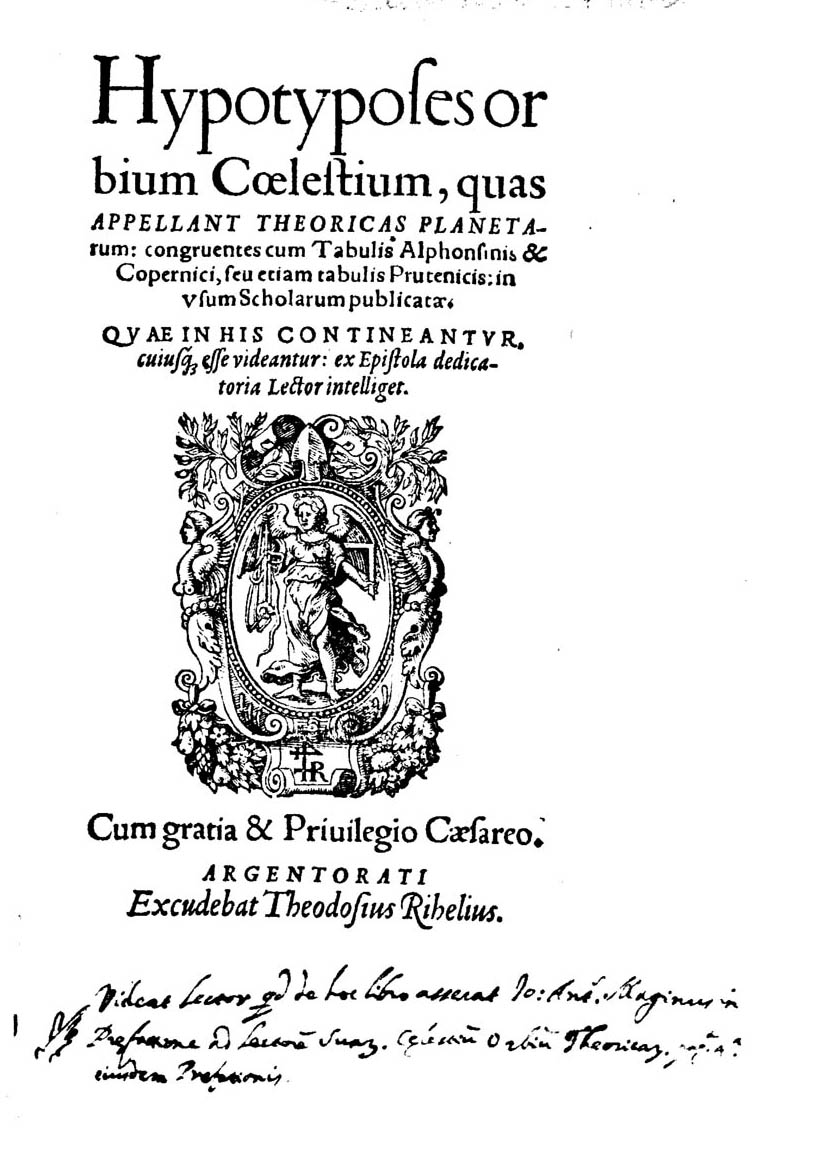
Hypotyposes orbium coelestium, 1568

- Euclidis Catoptrica, 1557 Digitalisat 1, Digitalisat 2
- Euclidis quindecim elementorum geometriae secundum, 1564 Digitalisat
- Propositiones reliquorum librorum geometriae Euclidis, 1564 Digitalisat 1, Digitalisat 2
- (avec Christoph Herlin) Analysis geometriæ sex librórum Euclidis (1566), impr. J. Richelius, Strasbourg, Digitalisat
- Hypotyposes orbium coelestium, 1568 Digitalisat
- Eukleidu Stoicheiōn to Prōton, 1570 Digitalisat
- Mathematicum, complectens praecepta, 1570 Digitalisat
- Eukleidu Protaseis, 1570 Digitalisat
- Euclidis elementorum liber primus, 1571 Digitalisat
- Sphæricæ doctrinæ propositiones Græcæ et latinæ : Theodosi de sphæra libri III, De habitationibus liber, de Diebus et noctibus libri II. Autolici de sphæra mobili liber. De ortu et occasu stellarum libri II... (1572), impr. Christian Mylius, Strasbourg Digitalisat
- Lexicon seu dictionarium mathematicum (1573)  (8 vol. 4).
- Kalender oder Laaßbüchlein sampt der Schreibtafel, Mässen vnd Jarmärckren [!] auff das M.D.LXXIIII. Jar , 1573
- Wahrhafftige Außlegung des astronomischen Uhrwerks zu Straßburg, 1578 Digitalisat
- Brevis doctrina de cometis & cometarum effectibus, 1578 Digitalisat
- In Cl. Ptolemaei de astrorum iudiciis, 1578 Digitalisat 1 Digitalisat 2
- Lexicon mathematicum, 1579 Digitalisat
- Isaaci Monachi Scholia In Evclidis Elementorvm Geometriae, 1579 Digitalisat
- Oratio Cunradi Dasypodii de disciplinis mathematicis... (1579), impr. Nicolaus Wyriot, Strasbourg  (1 vol. in-8°)
- Wahrhafftige Außlegung und Beschreybung des astronomischen Uhrwerks zu Straßburg, 1580 Digitalisat
- Heron mechanicus, (1580). Digitalisat
- Protheoria Mathematica, 1593 Digitalisat
- Institvtionvm Mathematicarvm Volvminis Primi, 1593 Digitalisat
- Institvtionvm Mathematicarvm Volvminis Primi Appendix, 1596 Digitalisat